# Drapeau d'Antigua-et-Barbuda
Le drapeau d'Antigua-et-Barbuda est utilisé depuis le 27 février 1967 alors qu'elle n'était encore qu'une colonie britannique et qu'elle conservera à son indépendance le 1er novembre 1981.

## Description et symbolisme
Le drapeau rectangulaire présente un fond rouge, symbolisant la force vitale des ancêtres esclaves et le dynamisme du peuple, entaillé du signe V de la victoire : « Victory at last » (La victoire enfin !). Celui-ci ouvre dans un triangle isocèle sur l'aube d'une ère nouvelle figurée par le soleil d'or naissant à sept pointes et la bande bleu figurant l'espoir. Le soleil ainsi que la mer des Caraïbes (bande bleue) et les plages de sable clair (bande blanche) sont l'attraction touristique locale. Le noir représente le sol et l'ascendance africaine,.
| Couleur | ● Rouge  | ● Bleu      | ● Or      | ● Noir  | ● Blanc       |
| ------- | -------- | ----------- | --------- | ------- | ------------- |
| HTML    | #cf0821  | #0073c7     | #fcd20e   | #000000 | #ffffff       |
| RVB     | 210,16,2 | 0, 115, 199 | 255,206,0 | 0, 0, 0 | 255, 255, 255 |
| Pantone | 186 C    | 300 C       | 116 C     | Black   | Safe          |

## Historique
Le drapeau est le dessin gagnant parmi les plus de 600 propositions reçues dans le cadre d'un concours national lancé en 1966 en prévision de l'accession à l'indépendance en association avec le Royaume-Uni, le 27 février 1967. Produit en moins d'une demi-heure au dernier moment par Reginald Samuel, artiste, sculpteur, peintre et professeur d'art antiguais, il valut à son auteur une récompense de 500 $. Le panneau original est exposé au Musée d'Antigua-et-Barbuda.  
En 1994, le nombre de pointes du soleil est fixé à sept, comme dans le dessin original, vingt pointes ayant parfois été représentées. Bien que le concepteur n'ait pas eu cette idée, il a été suggéré que les sept pointes représentent les six paroisses d'Antigua et l'île de Barbuda. 

## Pavillon

Pavillon des gardes-côtes

Comme beaucoup de pays du Commonwealth, le pavillon est composé d'une Croix de saint Georges qui est également le drapeau de l'Angleterre avec le quart haut côté battant le drapeau du pays.

## Drapeaux historiques

Drapeau de la colonie d'Antigua-et-Barbuda (1956–1962)
Drapeau de la colonie d’Antigua-et-Barbuda (1962–1967)
Drapeau du gouverneur (1956–1981)